# シーディーブロス
株式会社シーディーブロス (CD BROS.)は、アダルトゲームを製作・販売している会社。雄図グループの一員。
トラヴュランスブランド作品の製作・販売を中心として、他ブランド作品の販売も行っている。
過去には、成人向けゲームをプレイステーションに移植して販売していたこともある。
2009年5月に株式会社コンテンツトラフィックに統合された。

## 作品一覧
- プレイステーション用ソフト
  - 1997年10月9日 - 黒の剣
  - 2000年9月28日 - キミにステディ
- パソコン用ソフト（成人向け）
  - 2004年8月6日 - ちちうち

## 販売を行っているブランド
- トラヴュランス
- AngelSmile
- CDPA
- Mercure
- イグニッション
- ざっくざっく
- スウィートハーツ
- せ・き・ら・ら
- ゼロクール
- 高屋敷開発
- 魅了工房（チャームファクトリー）
- ふぉ～ちゅん♪
- 闇雲通信
- れっどしぐなる
- 黒い剣